# 藤田東湖
藤田 東湖（ふじた とうこ）は、日本の武士（水戸藩士）、学者（水戸学藤田派）。藤田幽谷の息子。東湖神社の祭神。

## 概観
戸田忠太夫と水戸藩の双璧をなし、徳川斉昭の腹心として水戸の両田と称された。また、水戸の両田に武田耕雲斎を加え、水戸の三田とも称される。
会沢正志斎と並ぶ水戸学の大家として著名であるが、藤田は本居宣長の国学を大幅に取り入れて尊王の絶対化を図ったほか、各人が積極的に天下国家の大事に主体的に関与することを求め、吉田松陰らに代表される尊王攘夷派の思想的な基盤を築いた。
名は彪（たけき）、字を斌卿（ひんけい）といい、虎之助、武次郎、誠之進の通称を持つ。号の「東湖」は生家が千波湖を東に望むことにちなむという。東湖の他には梅庵という号も用いた。

## 出自
先祖は常陸国那珂郡飯田村中島の百姓。遠祖は小野篁に遡るとされているが、詳細は不明（賢人と名高い小野篁を先祖に持つということが勉学の励みとなったと後に東湖は述懐している）。曽祖父・与左衛門の代に水戸城下に移り、商家に奉公してのれん分けを許され店を開いた。祖父・与右衛門（言徳）は水戸城下の奈良屋町で屋号「藤田屋」という古着屋を営んでいたが、学問を好んだ。その次男が東湖の父・幽谷で、幼少時より学才高く神童とうたわれ、立原翠軒の私塾に入門した。さらに彰考館の館員となって頭角を現し、水戸藩士分に列した。幽谷には2男4女があった（東湖からすると兄1人・姉1人・妹3人）。長男の熊太郎は東湖の誕生前に早世していたため、東湖は唯一の男子として育てられた。

## 生涯
文化3年（1806年）、水戸城下の藤田家屋敷に生まれる。父は水戸学者・藤田幽谷、母は町与力丹氏の娘・梅。次男であるが、兄の熊太郎は早世したため、嗣子として育つ。
文政10年（1827年）に家督を相続し、進物番200石となった後は、水戸学藤田派の後継として才を発揮し、彰考館編集や彰考館総裁代役などを歴任する。また、当時藤田派と対立していた立原派との和解に尽力するなど水戸学の大成者としての地位を確立する。文政12年（1829年）の水戸藩主継嗣問題にあたっては斉昭派に与し、同年の斉昭襲封後は郡奉行、天保元年に江戸通事御用役、御用調役と順調に昇進した。天保11年（1840年）には側用人として藩政改革にあたるなど、藩主・斉昭の絶大な信用を得るに至った。
しかし、弘化元年（1844年）5月に斉昭が隠居謹慎処分を受けると共に失脚し、小石川藩邸（上屋敷）に幽閉され、同年9月には禄を剥奪される。翌弘化2年（1845年）2月に幽閉のまま小梅藩邸（下屋敷）に移る。この幽閉・蟄居中に『弘道館記述義』『常陸帯』『回天詩史』など多くの著作が書かれた。理念や覚悟を述べるとともに、全体をとおして現状に対する悲憤を漂わせ、幕末の志士たちに深い影響を与えることとなった。
弘化4年（1847年）には水戸城下竹隈町の蟄居屋敷に移され、嘉永5年（1852年）にようやく処分を解かれた。藩政復帰の機会は早く、翌嘉永6年（1853年）にアメリカ合衆国のマシュー・ペリーが浦賀に来航し、斉昭が海防参与として幕政に参画すると東湖も江戸藩邸に召し出され、江戸幕府海岸防禦御用掛として再び斉昭を補佐することになる。安政元年（1854年）には側用人に復帰している。
安政2年10月2日（1855年）に発生した安政江戸地震に遭い死去。享年50。当日、東湖は家老の岡田兵部宅へ藩政に関する相談をするために訪問し、中座して自宅に戻った際、地震に遭遇した。地震発生時に東湖は一度は脱出するも、火鉢の火を心配した母親が再び邸内に戻るとその後を追い、落下してきた梁（鴨居）から母親を守るために自らの肩で受け止め、救出に来た兵部らの助けもあって何とか母親を脱出させるが、自身は母親の無事を確認した後に力尽き、下敷きとなって圧死した。
藩邸跡である東京都文京区後楽には「藤田東湖護母致命の処」と記された案内板がある。藩邸跡に建立されていた記念碑は道路拡張の際に小石川後楽園へと移されている。

## 著作
- 『東湖随筆』－弘化元年（1844年）
- 『常陸帯』－弘化元年（1844年）
- 『回天詩史』－弘化元年（1844年）
- 『文天祥正気の歌に和す（正気の歌）』－弘化2年（1845年）
- 『弘道館記述義』－弘化3年（1846年）
  - 「弘道館記述義」岩波文庫、塚本勝義訳註、1940年、復刊1996年ほか
- 『藤田東湖全集』章華社 全6巻、高須芳次郎編、1935年
- 現代語訳『日本の名著〈29〉藤田東湖』 中央公論社、1974年。新版・中公バックス
  - 橋川文三責任編集。他に会沢正志斎・藤田幽谷の著作

## 家族
- 父：藤田幽谷
- 母：丹梅子 - 水戸藩士・丹武衛門の娘
- 妻：郡奉行山口頼母正徳の長女・里子
  - 長男：小野太郎（早世）
  - 次男：建二郎（健）
  - 三男：大三郎（任）
  - 他五女
- 妾：土岐さき
  - 四男：小四郎（信）

妹に豊田芙雄の母・雪子、武田耕雲斎の長男彦衛門の妻・幾子らがいる。

## 人物
- 文政7年（1824年）、大津（現在の北茨城市）にイギリスの捕鯨船が来航した際に、父の幽谷から船員を暗殺するように命じられたが、既に同船は退帆してしまっていたため果たせなかった。東湖はこの時初めて死を覚悟したと述懐している。
- 神道無念流の岡田十松に入門し、江川英龍や斎藤弥九郎らと親交をもった。
- 東湖を号するようになったのは謹慎処分の解かれた嘉永5年（1852年）の頃である。

## 評価
- 西郷隆盛
  - 「彼の宅へ差し越し申し候と清水に浴し候塩梅にて心中一点の雲霞なく唯情浄なる心に相成り帰路を忘れ候次第に御座候」（彼（東湖）の御宅に伺った時は、まるで清水を浴びたような、心に少しも曇りのない清らかな心になってしまい、帰り道を忘れてしまうほどでした）
  - 「藤田という人は君徳輔翼の上にも余程力のあった人である。夫れはドウであるかというと、東湖が死んだ後は烈公の徳望も東湖の在世ほどにはないということを聞いた。東湖が在世のときには烈公の徳望は一尺あるものも二尺に見えたが、東湖が死んでからはそう行かない。これを見ると藤田の輔翼の力は豪いものである」[5]
  - 「藤田は聡明で磊々落々の人ではあるが、話の中に決して切っ先三寸というものを抜き放さぬ人であった。人と話をするに、右に行くやら左に行くやらその切っ先を見せぬというが彼の人の極意であった」[6]

- 勝海舟 「藤田東湖は、多少は学問もあり、剣術も達者で、一廉役に立ちそうな男だったヨ。しかし、どうも軽率で困るよ。非常に騒ぎ出すでノー。西郷（隆盛）は東湖を悪く言うて居たよ。おれも大嫌いだよ。なかなか学問もあって、議論も強かったが、本当に国を思うという赤心がない」[7]

- 藤田東湖子女 「私は兄弟の中の一番末子で、父は私の生まれて半年も経たぬ内に亡くなったのですから、父の面影は、ただ母の言葉によって偲ぶ位のことです。よく酒を飲んだ。色の黒いことについて、子供等が『母上さんは一寸も外に出なんで、随分色が黒い』と笑いますが、『この黒いのはやはり父の黒いところによく似ているからだろう』といって笑いますよ。父と別れて以来、女ばかりで暮したこともありましたが、扶持を没収されて食うに困ったこともあります」[8]

- 伊藤博文 「彼は事務に通じた人でね。学者と云うよりは寧ろ事務に明るい。事務を知るは俊傑の士と云う方で、余程事務には通じて居った人だ」[9]

- 松平雪江 「内藤右膳の描いた肖像、あれが一番よく東湖の真を写しておる。東湖の一番の特色は、その顔色の真っ黒な事であった。黒いといってもその黒い事は一通りで無い。これに就いての一の逸話がある。盛岡辺りのある激剣家と聞いたが、東湖が評判な人間なので、一つ激剣なり、議論なりで負かしてやろうというので、ある日竹隈町の邸を訪うた。東湖も忙しい中で遇ってやり、種々な話をしたが、激剣家はどうも打って出る機会がない。折角論鋒を向けても、はぐらかして取り合わぬ。そのうちに国々の話が出ると、東湖が『人物はともあれ、雪国の人はどうも色が白くて容貌が綺麗だ。この辺はそれと反対だが、如何に色が黒いと言っても、私のような色の黒いものも先づ有るまい』といったので大笑いとなり、そのまま激剣者は何とも云い出す事が出来なくなって帰って行ったという話である」[10]

## 藤田東湖が登場する作品
漫画
- 陽だまりの樹（手塚治虫、小学館ほか）

テレビドラマ
- 翔ぶが如く（1990年、NHK大河ドラマ、演：大山克巳）
- 徳川慶喜（1998年、NHK大河ドラマ、演：渡辺裕之）
- 陽だまりの樹（2012年、NHK BS時代劇、演：津川雅彦）
- 青天を衝け（2021年、NHK大河ドラマ、演：渡辺いっけい）

小説
- 障子（初題：東湖の妹）（山本周五郎、1943年初出）…東湖の末妹、かの子が主人公。
- 鶴屋南北の殺人（芦辺拓、2020年6月、原書房）